# کاخ کوئیرینال
کاخ کوئیرینال (ایتالیایی: Palazzo del Quirinale [paˈlattso del kwiriˈna:le]) یک ساختمان تاریخی در رم، ایتالیا، یکی از سه اقامتگاه رسمی کنونی رئیس‌جمهور ایتالیا است. این کاخ حدود ۲۵ کیلومتر از مرکز شهر فاصله دارد و بر روی تپهٔ کوئیرینال، مرتفع‌ترین تپه از هفت تپه رم در منطقه‌ای به‌نام مونت کاوالو قرار دارد. این مکان اقامتگاه سی پاپ، چهار پادشاه ایتالیا و دوازده رئیس‌جمهور ایتالیا بوده‌است.
کاخ کوئیرینال توسط ناپلئون به‌عنوان اقامتگاه عالی او به‌عنوان امپراتور انتخاب شد. با این‌حال، به‌دلیل شکست فرانسه در سال ۱۸۱۴ و پس از آن بازسازی اروپا، او هرگز در آن‌جا نماند.
این کاخ ۱۱۰٬۵۰۰ متر مربع وسعت دارد و دهمین کاخ بزرگ جهان از نظر مساحت است. (حدود بیست برابر مساحت کاخ سفید)

## پیشینه
مکان کنونی کاخ از زمان روم باستان مورد استفاده بوده‌است، همان‌طور که حفاری در باغ‌ها گواهی می‌دهد، رومیان بر روی این تپه معابدی برای چندین خدا از فلورا تا کویرینوس ساختند که این تپه به نام آن‌ها نام‌گذاری شد. در زمان پادشاهی کنستانتین بزرگ آخرین مجموعهٔ حمام‌های رومی و مجسمه‌های دوقلوی کاستور و پولوکس در این مکان ساخته شد. تپهٔ کوئیرینال که مرتفع‌ترین تپهٔ رم است، بسیار مورد توجه قرار گرفت و به مکانی محبوب برای پاتریسی‌های رومی تبدیل شد که ویلاهای مجللی در آن‌جا ساختند. نمونه‌ای از آن‌ها بقایای یک ویلا در باغ‌های کوئیرینال است که در آن یک موزائیک به‌عنوان بخشی از کف قدیمی بنا پیدا شده‌است.

### پایه‌گذاری کاخ کنونی

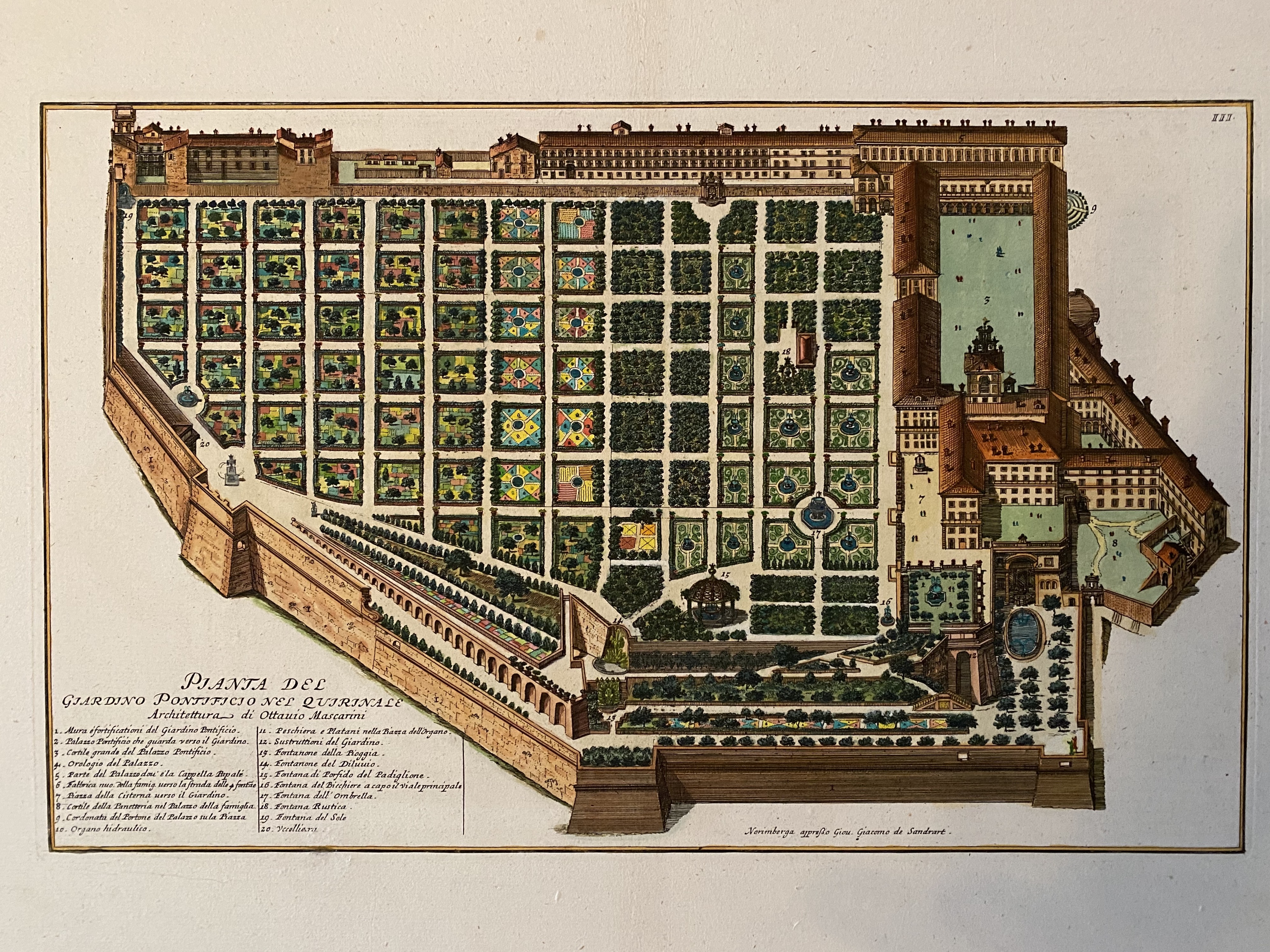
کاخ و باغ، اثر جیووانی باتیستا فالدا در سال ۱۶۸۳

کاخ کنونی، در سال ۱۵۸۳ توسط پاپ گریگوری سیزدهم به‌عنوان اقامتگاه تابستانی پاپ ساخته شد. پاپ که می‌خواست مکانی را بیابد که از رطوبت و بوی بد رودخانهٔ تیبر و همچنین شرایط ناسالم کاخ لاتران دور باشد، تپهٔ کوئیرینال را انتخاب کرد زیرا یکی از مناسب‌ترین مکان‌های رم بود. در این محل، قبلاً یک ویلای کوچک متعلق به خانوادهٔ کارافا وجود داشت که به لوئیجی دواسته اجاره داده شده بود.

## معماری

### کاخ

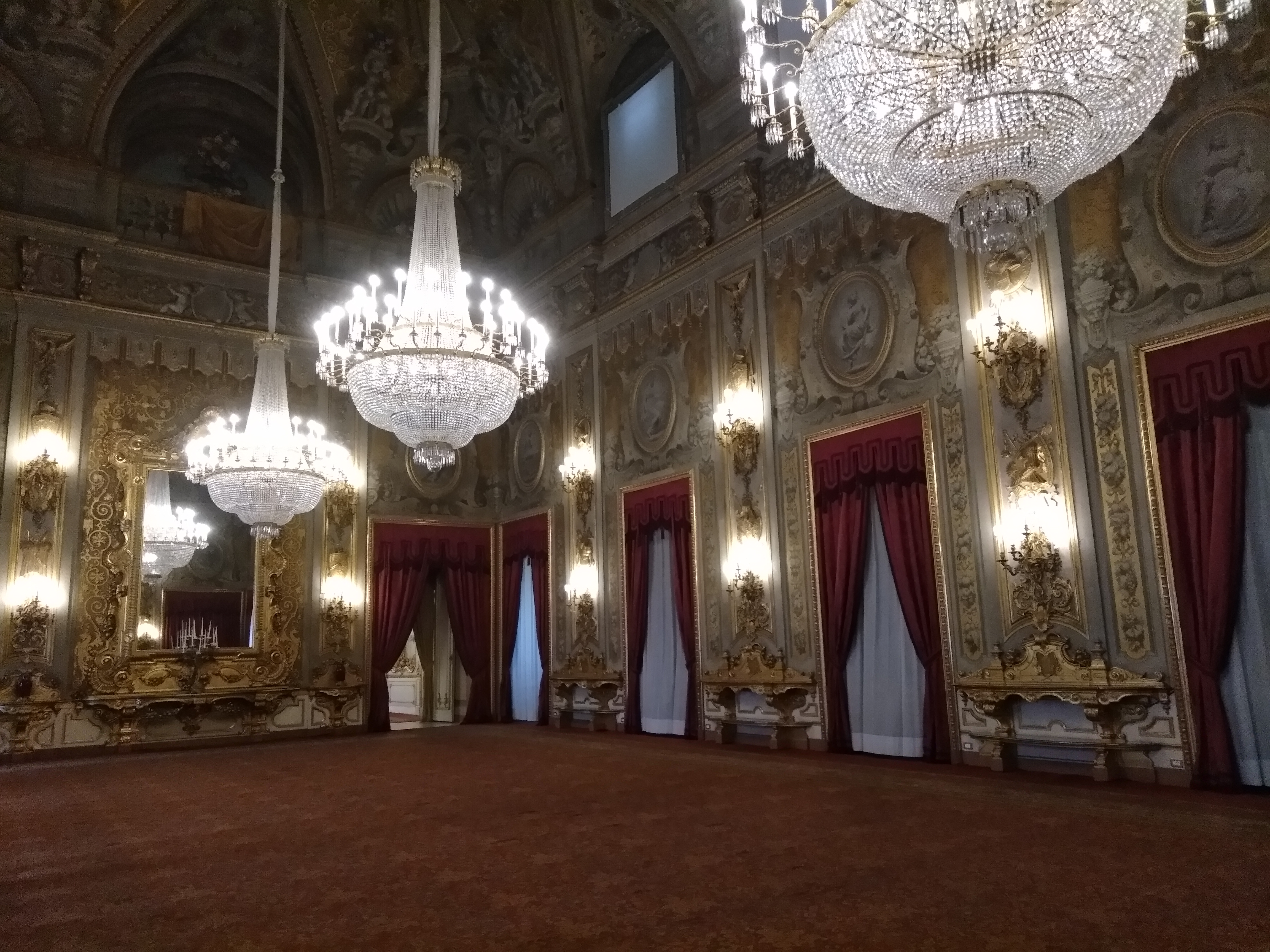
تالار بزرگ ضیافت‌ها

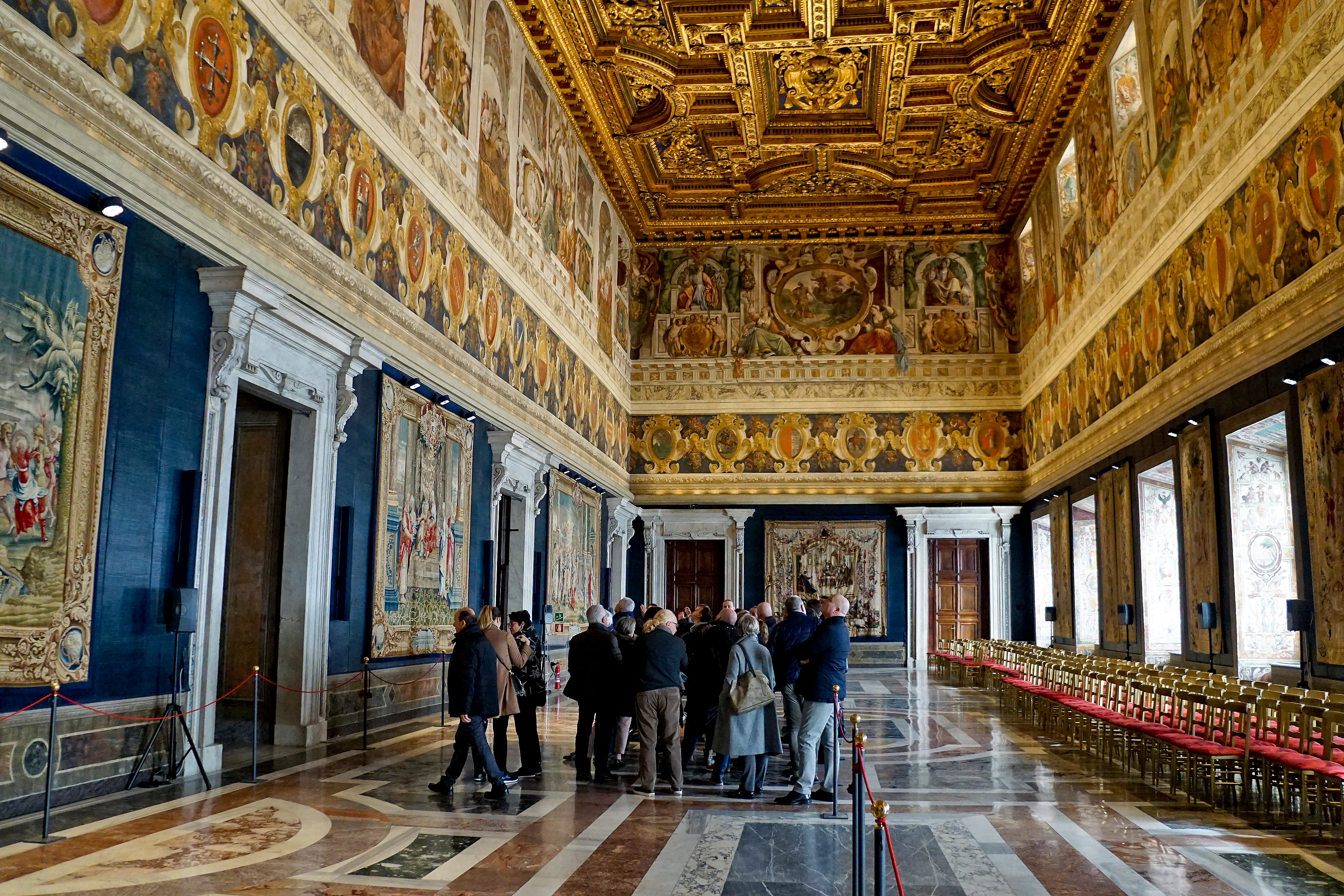
تالار بزرگ کیراسیرز

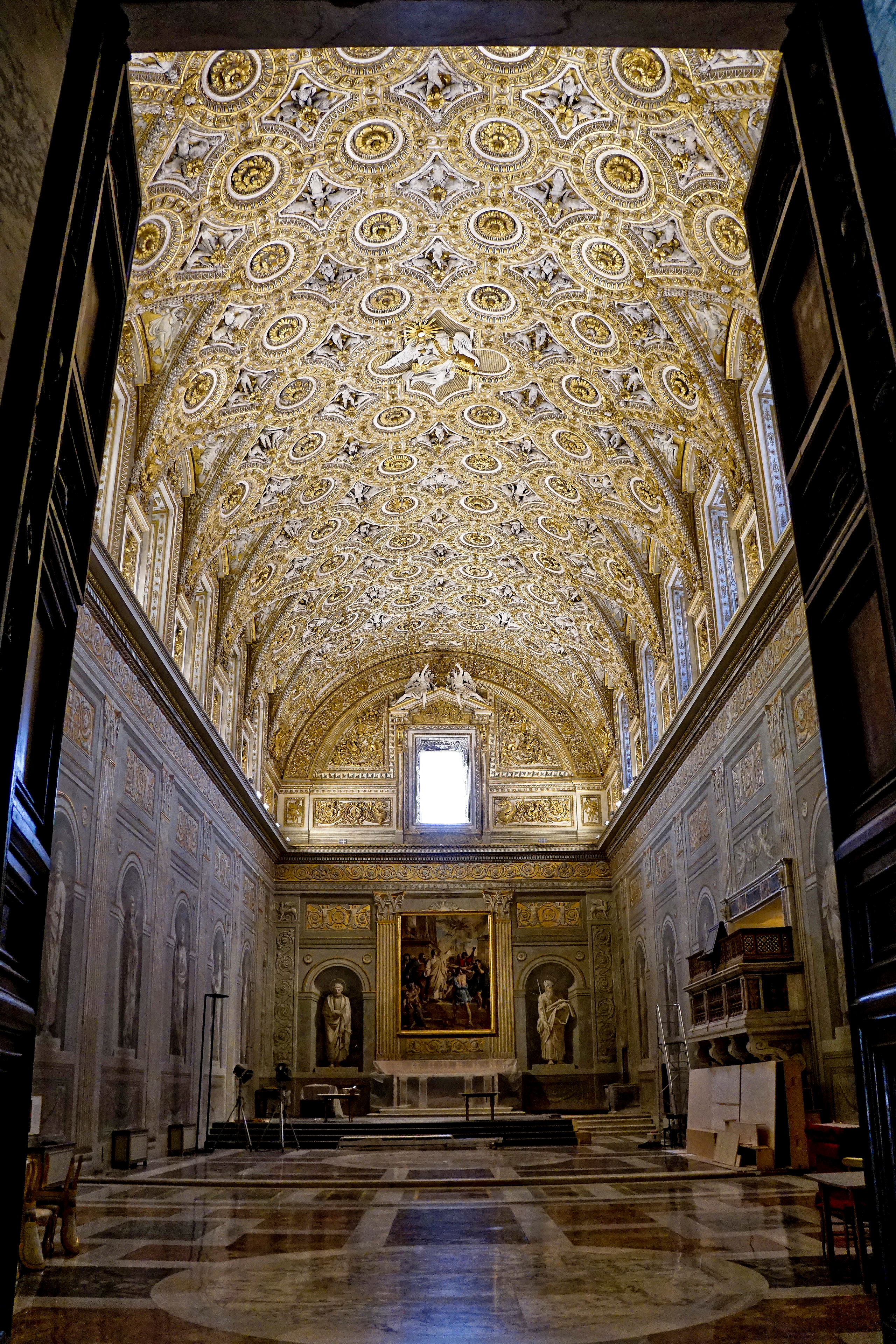
کلیسای پائولین

این کاخ شامل ساختمان اصلی در اطراف حیاطی با شکوه با زیباترین تالارها و اتاق‌ها و محیط‌های پیچیده و دفاتر و آپارتمان‌های رئیس دولت است. کاخ کوئیرینال در مجموع دارای ۱۲۰۰ اتاق است.

### باغ‌ها

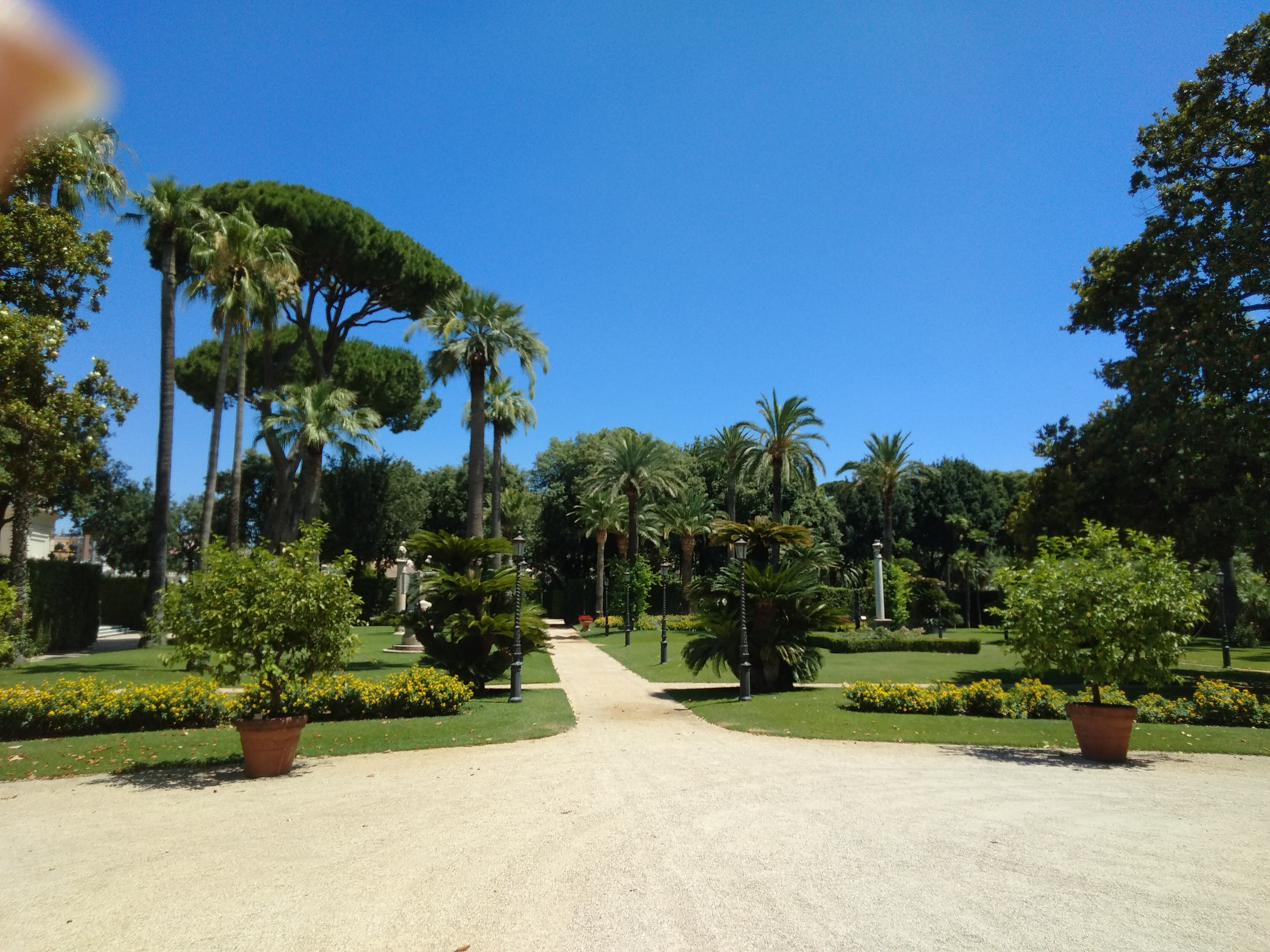
باغ‌های کاخ

باغ‌های کوئیرینال، که به‌دلیل موقعیت ممتازی که آن‌ها را تقریباً به «جزیره‌ای» بر فراز روم تبدیل می‌کند، مشهور است و در طول قرن‌ها بسته به سلیقه و نیاز دربار پاپ تغییر کرده‌است.

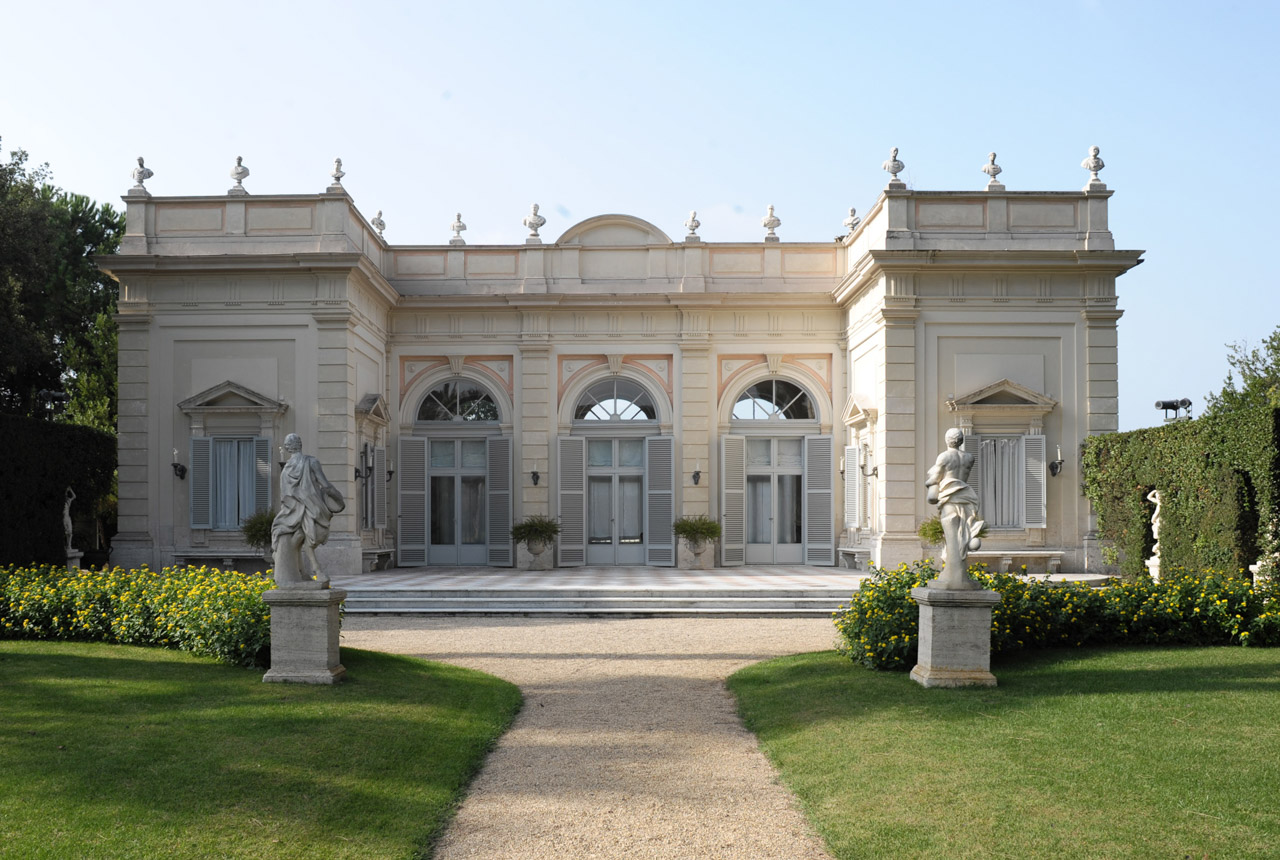
قهوه‌خانه

چیدمان کنونی، تکمیل‌کنندهٔ باغ «رسمی» سدهٔ هفدهم است که رو به هستهٔ اصلی ساختمان با باغ «رومانتیک» در نیمهٔ دوم قرن هجدهم، ساخته شده‌است. قهوه‌خانه‌ای به‌عنوان اتاق پذیرش لامبرتینی چهاردهم ساخته شده و با نقاشی‌های جیرولامو باتونی پمپئو و جیووانی پائولو پانینی تزئین شده‌است.
به‌طور کلی، باغ‌های کوئیرینال بیش از ۴ هکتار (۱۰ هکتار) وسعت دارند.
با استفاده از دریچه‌ای که در باغ قرار دارد، می‌توان به کاوش‌های باستان‌شناسی که بقایای معبد اصلی خدای کویرینوس و برخی از بناهای عصر امپراتوری را کشف کرده‌اند، دسترسی پیدا کرد.